# 玉蟾山摩崖造像
玉蟾山摩崖造像位於四川省瀘縣玉蟾街道（原福集镇）玉蟾山风景区，文物遺址年代判定為明。1991年4月16日公佈為四川省第三批文物保護單位。2013年3月5日列為第七批全國重點文物保護單位。